# Pércsi Lajos
Pércsi Lajos (Földes, 1911. július 21. – Budapest, 1958. május 10.) az 1956-os forradalomban részt vevő katonatiszt, a forradalom utáni megtorlás mártírja.

## Élete

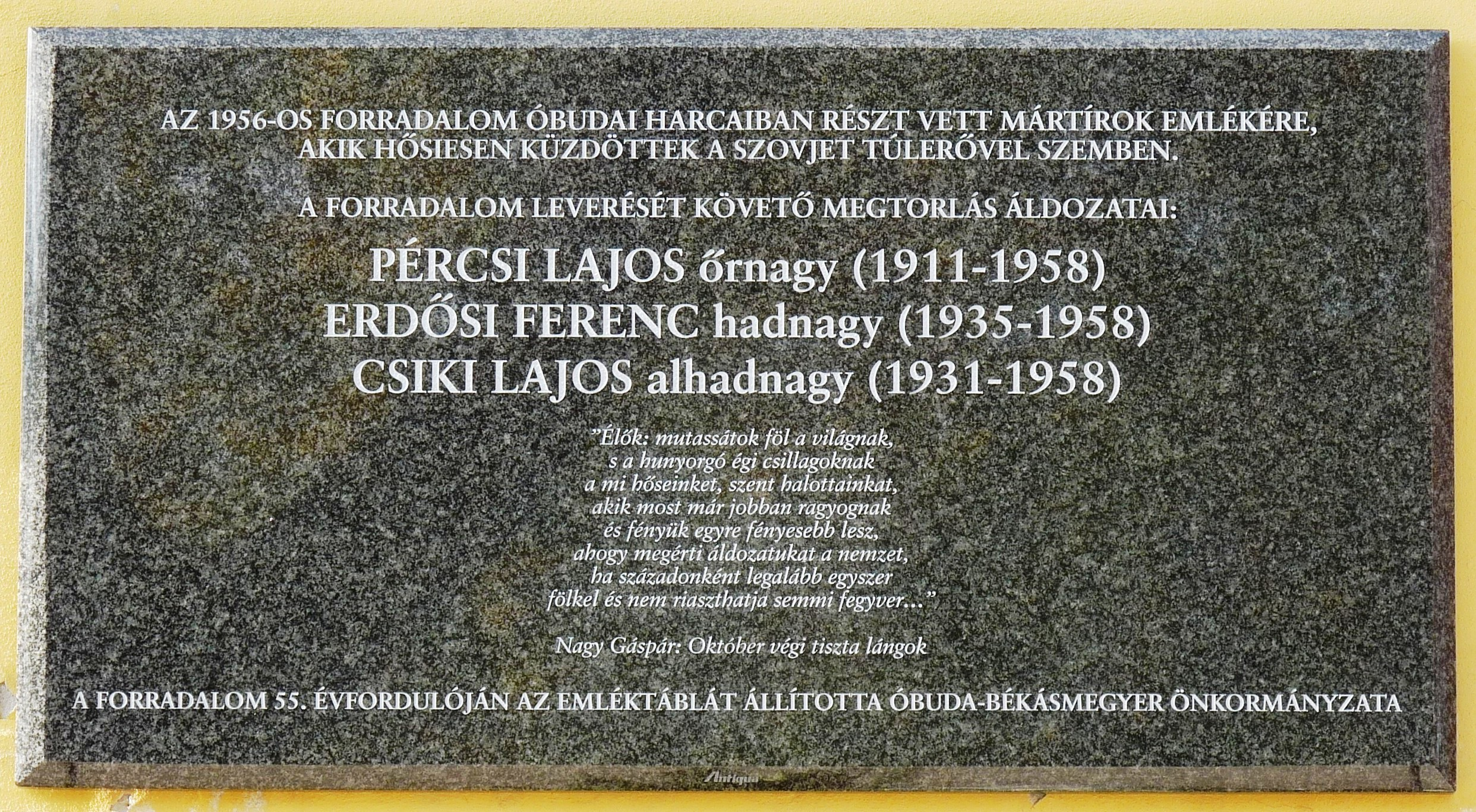
Pércsi Lajos őrnagynak és két tiszttársának emléktáblája a Schmidt kastély falán

Az elemi iskola elvégzése után kovácsnak tanult, majd mezőgazdasági munkásként dolgozott. 1929-ben részt vett egy rendszerellenes tüntetésen, emiatt hosszú ideig nem kapott állást. Végül 1933-ban megkezdte sorkatonai szolgálatát, négy év továbbszolgálatot vállalt, így 1939-ben, szerelt le őrmesterként.
1941-ben, Magyarország háborúba lépése után jelentkezett hivatásos katonának, 1944-ben részt vett az alföldi harcokban. A nyilas hatalomátvételt követően kereste a megfelelő alkalmat a szovjetek oldalára állásra, ezt végül decemberben elérkezettnek látta és megszökve seregétől a szovjetekhez ment, akik Debrecenbe küldték.
A háború után jelentkezett az új hadseregbe, 1947-ben felvették a Kossuth Katonai Akadémiára, amelynek elvégzése után alhadnagyi rangot kapott. Különböző helyőrségi szolgálatok után a Honvédelmi Minisztérium Katonai Tanintézeti Csoportfőnökségére került. 1955-ben elvégezte a Hunyadi János Lövész Tiszti Iskolát, őrnagyi rangot kapva. Az MKP, majd az MDP tagja lett.
A forradalom kitörésekor vidéken töltötte szabadságát. Október 30-án felutazott Budapestre, ahol alakulata keresése közben részt vett az október 24-én Magyar Rádiót védő, elfogott ÁVH tisztek kihallgatásában. A kihallgatás eredményeként a tiszteket gyilkosság vádjával fogdában helyezték el. Alakulata megtalálása után részt vett a szovjet páncélosok elleni harcban, november 2-án a csapat parancsnoka, Solymosi János a helyettesévé nevezte ki. A november 4-ei szovjet támadás idején az óbudai Schmidt kastélynál szervezte meg a védelmet. Felrobbantatta a Hármashatár-hegyen levő rádió adó-vevő állomást, majd csapatával tűz alá vett egy szovjet hadoszlopot. A túlerő láttán azonban november 5-én letette a fegyvert.
Hazament, majd november 16-án jelentkezett a Petőfi Katonai Akadémián, ahol leszerelt. Ezt követően mozdonyvezető-gyakornok volt 1957. május 31-éig, amikor letartóztatták, bíróság elé állították és halálra ítélték. 1958. május 10-én két katonatársával együtt kivégezték.